# Brando (Haute-Corse)
Brando település Franciaországban, Haute-Corse megyében. Lakosainak száma 1558 fő (2022. január 1.). Brando Sisco, Olcani, Olmeta-di-Capocorso és Santa-Maria-di-Lota községekkel határos.

## Népesség
A település népességének változása:
| Lakosok száma | 1066 | 1353 | 1334 | 1542 | 1705 | 1644 | 1630 | 1624 | 1602 | 1558 |
|               | 1968 | 1982 | 1990 | 2006 | 2013 | 2015 | 2017 | 2019 | 2020 | 2022 |